# Liste de lieux nommés d'après Lénine

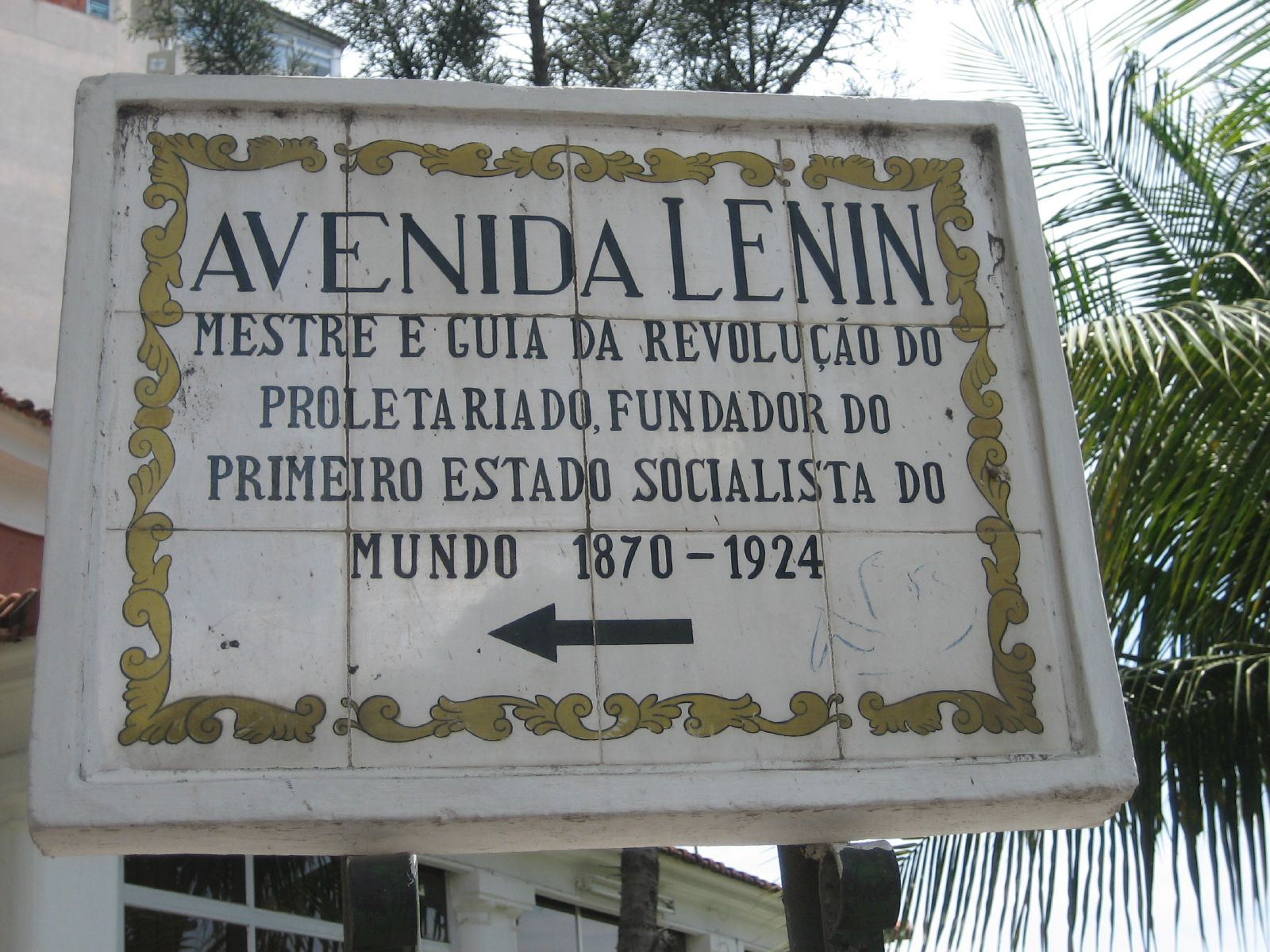
Avenida Lenin, Luanda, Angola, dédiée au « maître et guide de la révolution du prolétariat, fondateur du premier État socialiste du monde ».

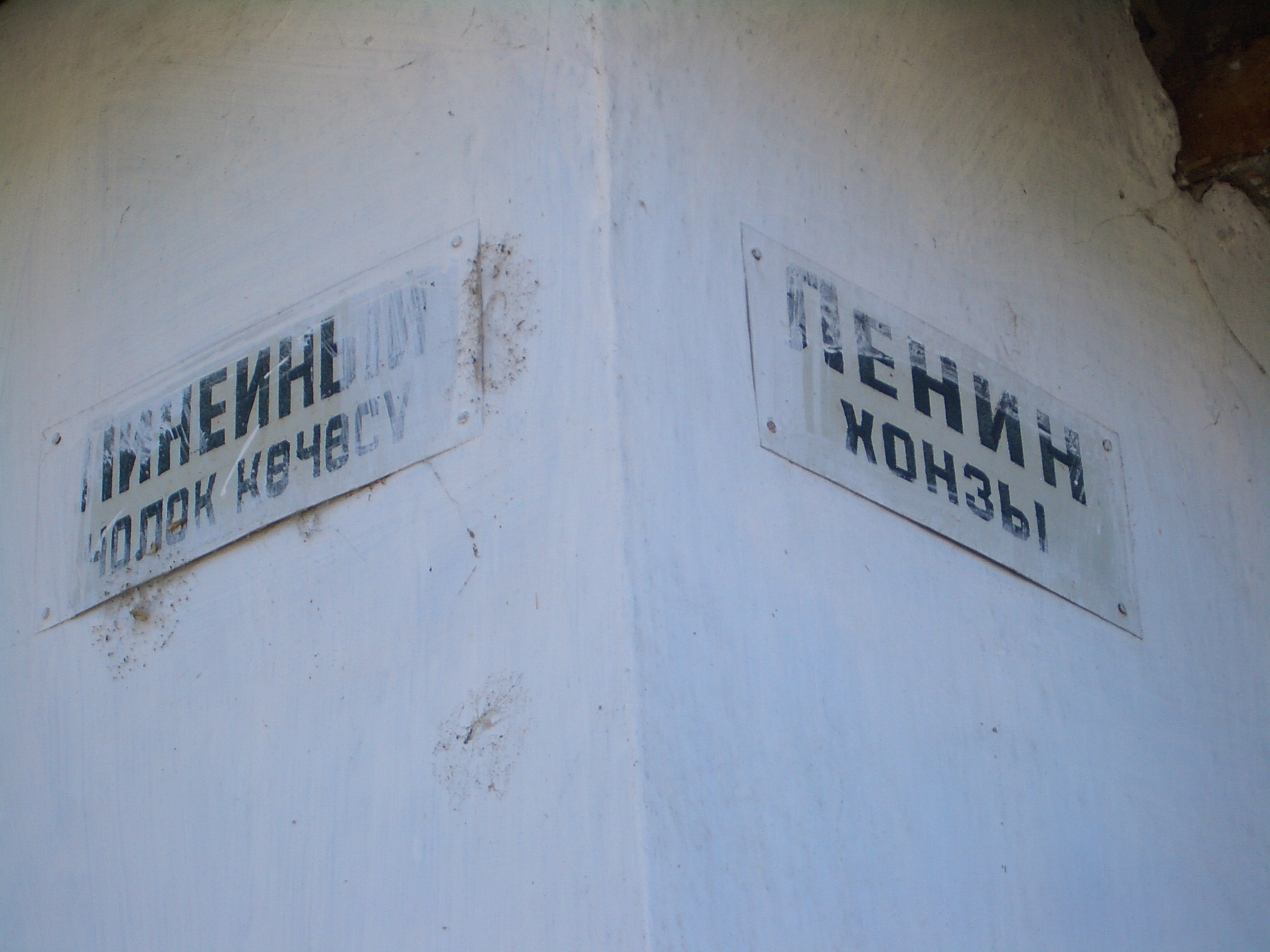
Angles des rues Lineiny et Lénine, Milyanfan, Kirghizistan.

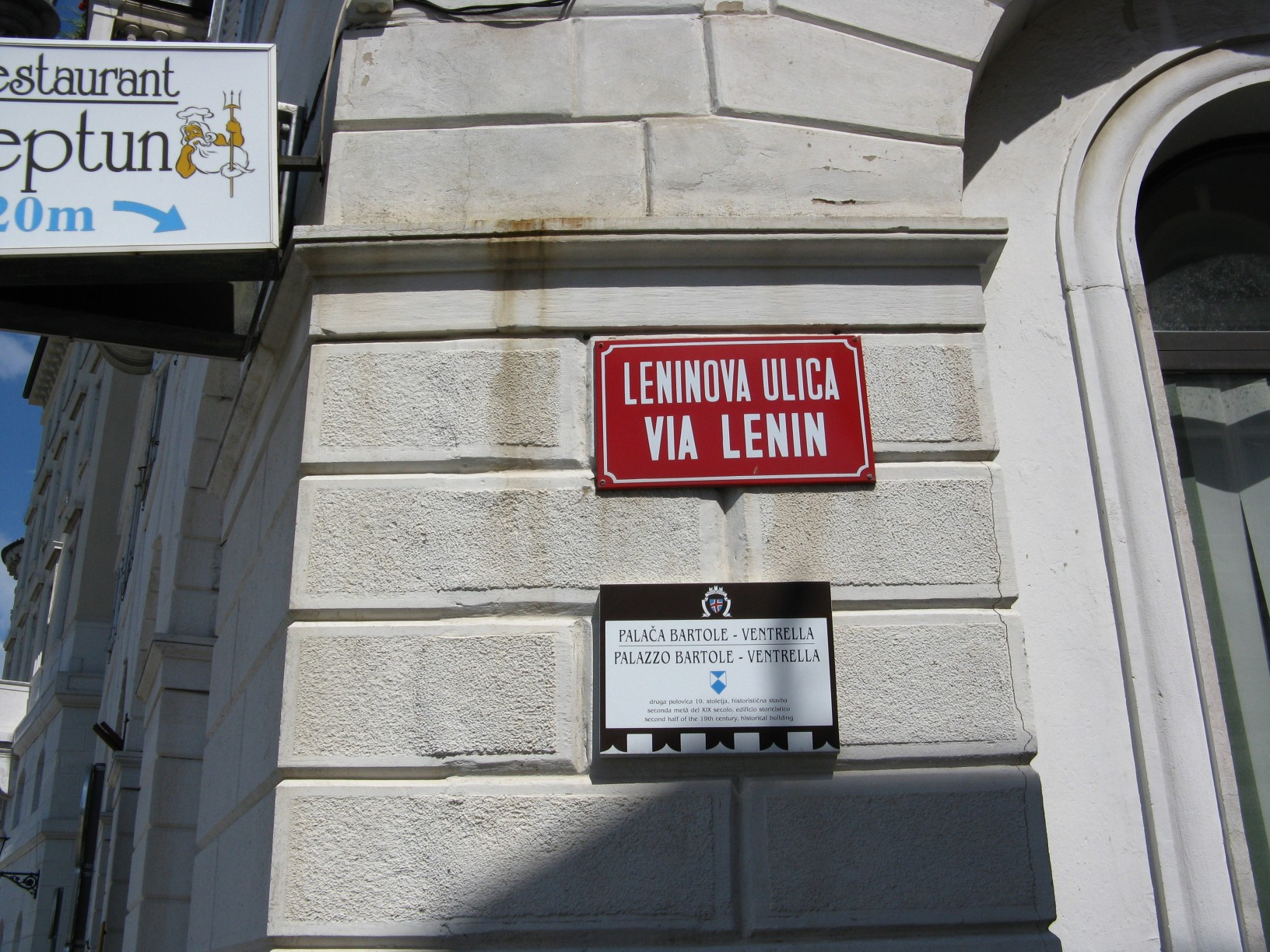
Leninova ulica, Piran, Slovénie.

Cette liste recense des lieux nommés d'après Vladimir Ilitch Lénine.

## Généralités
Vladimir Ilitch Oulianov, dit Lénine (1870-1924), est le fondateur de la Russie soviétique, premier régime communiste de l'histoire, débouchant sur la création de l'Union soviétique. En son honneur, de nombreuses localités ont porté son nom : Leninabad, Leningrad, Leninovo, etc. Certaines ont été renommées depuis la chute de l'Union soviétique en 1991. En outre, quasiment chaque ville de l'Union soviétique possédait une voie nommée d'après Lénine.

## Localités

### Arménie
- Léninakan (1924–1990) ; actuellement Gyumri

### Azerbaïdjan
- Ilyich (1924–1990), Nakhitchevan ; actuellement Sharur
- Lenin, Leninkend et Leninfeld, Çinarlı (en), Şəmkir
- Leninabad (en), Nakhitchevan
- Leninabad (en), Şəmkir
- Leninabad, Ağsu ; actuellement Sanqalan (en)
- Leninabad, Qobustan ; actuellement Təklə (en)
- Leninavan, Tartar ; actuellement Həsənqaya
- Leninkənd, Latchin ; actuellement Qarakeçdi
- Leninkend, Saatlı ; actuellement Mustafabəyli (en)
- Port-İliç, Lənkəran ; actuellement Liman (en)
- Pamyat’ Lenina, Lənkəran ; actuellement Balıqçılar (en)

### Biélorussie
- Lenino, voblast de Moguilev
- Lenino, voblast de Homiel

### Hongrie
- Leninváros (1970–1990) ; actuellement Tiszaújváros

### Kazakhstan
- Leninogorsk (1941–2002) ; actuellement Ridder
- Leninsk (1958–1995) ; actuellement Baïkonour
- Sovkhoze Illitch: Oblast d'Aktobe, district de Mougaljar

### Kirghizistan
- Leninpol (jusqu'en 2001) ; actuellement Bakay-Ata
- Léninskoyé, Tchouï

### Moldavie
- Lenin (en), Transnistrie

### Ouzbékistan
- Leninsk ; actuellement Asaka

### Russie
- Leninaul, Daguestan
- Leningori (1924?-1990), Ossétie du Sud ; actuellement Akhalgori
- Leningrad (1924–1991) ; actuellement Saint-Pétersbourg
- Leninkent, Daguestan
- Lenino (en), oblast de Lipetsk
- Lenino-Kokouchkino (en), Tatarstan ; propriété de la famille de Lénine et lieu de son premier exil
- Leninogorsk, Tatarstan
- Leninsk, oblast de Volgograd
- Leninsk, oblast de Tcheliabinsk
- Leninsk (1918–1929), oblast de Moscou ; actuellement Taldom
- Leninsk-Kouznetski, oblast de Kemerovo ; Koltchougino jusqu'en 1925
- Leninskaya Sloboda, oblast de Nijni Novgorod
- Gorki Leninskie, oblast de Moscou ; Gorki jusqu'en 1924
- Leninskoye, oblast de Kirov
- Leninskoye, oblast autonome juif
- Leninsky, oblast de Toula
- Leninsky, Sakha
- Oulianovsk, oblast d'Oulianovsk ; Simbirsk jusqu'en 1924

### Tadjikistan
- Leninabad (1936–1992) ; actuellement Khodjent
- Leningrad (en)

### Ukraine
- Illitchivsk, oblast d'Odessa ; actuellement Tchornomorsk
- Lenine, Crimée

## Voies

### Afrique du Sud
- Lenin Street, Alberton

### Allemagne
- Leninallee, Berlin ; actuellement Landsberger Allee
- Leninallee, Cottbus
- Leninallee, Eisenhüttenstadt ; actuellement Lindenallee
- Leninallee, Schwerin ; actuellement Am grünen Tal
- Leninallee, Potsdam ; actuellement Zeppelinstraße
- Leninallee, Halle ; actuellement Merseburger Straße
- Leninallee, Meißen ; actuellement Talstraße
- Leninallee, Stendal
- Leninplatz, Berlin ; actuellement Platz der Vereinten Nationen
- Leninplatz, Borne
- Leninplatz, Bützow
- Leninplatz, Edderitz
- Leninplatz, Falkensee
- Leninstraße, Etgersleben
- Leninstraße, Premnitz
- Leninstraße, Saubach
- Leninstraße, Teutschenthal West
- Leninstraße, Zschornewitz (en)

### Angola
- Avenida Lenin, Luanda

### Arménie
- Lenini hraparak, Erevan ; actuellement place de la République
- Lenini poghota, Erevan ; actuellement avenue Mashtots

### Biélorussie
- Lenina ulitsa, Minsk

### Bulgarie
- Boulevard Lenin, Sofia ; actuellement Tsarigradsko shose
- Place Lenin, Sofia ; actuellement Place Sainte-Nédélia

### Estonie
- Lenini prospekt (?–1994), Narva[1] ; actuellement Joala tänav
- Lenini puiestee (?–1991), Pärnu[1] ; actuellement Pikk tänav
- Lenini puiestee (1950–1991), Tallinn[1] ; actuellement Rävala puiestee
- V. I. Lenini puiestee, Sillamäe[1] ; actuellement Viru puiestee
- Lenini tänav (1951–1990), Kuressaare[1] ; actuellement Uus tänav
- Lenini tänav (?–1989), Põltsamaa[1] ; actuellement Kesktänav
- Lenini tänav (?–1994), Tapa[1]
- Lenini tänav (?–1989), Valga[1] ; actuellement Kesktänav et Riia tänav
- Lenini tänav (?–1990), Võru[1] ; actuellement Jüri tänav
- Lenini väljak (?–1991), Tartu[1] ; actuellement Riiamäe plats
- V. I. Lenini tänav (?–1992), Jõhvi[1] ; actuellement Jaama tänav

### France
- Avenue Lénine, Achères
- Avenue Lénine, Bègles
- Avenue Lénine, Fontaine
- Avenue Lénine, Gentilly
- Avenue Lénine, Gonfreville-l'Orcher
- Avenue Lénine, Gennevilliers
- Avenue Lénine, La Courneuve
- Avenue Lénine, Lanester

Avenue Vladimir-Ilitch-Lénine à Nanterre
- Avenue Lénine, Pierrefitte-sur-Seine
- Avenue Lénine, Romainville
- Avenue Lénine, Saint-Denis
- Avenue Lénine, Saint-Pierre-des-Corps
- Avenue Lénine, Tarnos
- Avenue Vladimir Illitch Lénine, Nanterre
- Avenue Vladimir Illitch Lenine, Arcueil
- Avenue Vladimir Illitch Oulianov Lénine, Lorient
- Boulevard Lénine, Argenteuil
- Boulevard Lénine, Bobigny
- Boulevard Lénine, Eymoutiers
- Boulevard Lénine, Saint-Étienne-du-Rouvray
- Boulevard Lénine, Tremblay-en-France
- Boulevard Lénine, Vénissieux
- Passage Lénine, Villejuif
- Passerelle Lénine, Bègles
- Passerelle Lénine, Alès
- Place Lénine, Bègles
- Place Lénine, Bezons
- Place Lénine, Champigny-sur-Marne, France
- Place Lénine, Saint-Junien, France
- Rue Lénine, Bagnolet
- Rue Lénine, Blainville-sur-Orne
- Rue Lénine, Fenain
- Rue Lénine, Ivry-sur-Seine
- Rue Lénine, L'Île-Saint-Denis
- Rue Lénine, Longueau
- Rue Lénine, Montataire
- Rue Lénine, Montigny-en-Gohelle
- Rue Lénine, Nauroy
- Rue Lénine, Neuf-Mesnil
- Rue Lénine, Persan
- Rue Lénine, Petite-Forêt
- Rue Lénine, Portes-lès-Valence
- Rue Lénine, Saint-Cyr-l'École, jusqu'en 2001 : actuelle rue Mansart
- Rue Lénine, Saint-Martin-d'Hères
- Rue Lénine, Somain
- Rue Lénine, Thenon
- Rue Lénine, Unieux
- Rue Lénine, Vierzon
- Rue Lénine, Viry-Châtillon

### Géorgie
- Leninis Moedani, Tbilissi ; actuellement place de la Liberté

### Hongrie
- Lenin körút, Szeged ; actuellement Tisza Lajos körút
- Lenin körút, Budapest ; actuellement Erzsébet körút et Teréz körút

### Inde
- Lenin Sarani, Calcutta
- Lenin Street, Calcutta
- Lenin Street, Erode
- Lenin Street, Pondichéry

### Italie
- Piazza Lenin, Cavriago
- Piazza Lenin, Scicli
- Via Lenin, Bibbiano, Reggio d'Émilie
- Via Lenin, Capraia e Limite
- Via Lenin, Caorso, Plaisance
- Via Lenin, Chiusi
- Via Lenin, Castelvetro di Modena
- Via Lenin, Carpi
- Via Lenin, Concordia sulla Secchia, Modène
- Via Lenin, Cosenza
- Via Lenin, Ferrare
- Via Lenin, Garlasco, Pavie
- Via Lenin, Lecce
- Via Lenin, Marsciano
- Via Lenin, Mede, Pavie
- Via Lenin, Melendugno, Lecce
- Via Lenin, Modène
- Via Lenin, Monticelli d'Ongina, Plaisance
- Via Lenin, Misterbianco, Catane
- Via Lenin, Monsummano Terme, Pistoia
- Via Lenin, Panicale
- Via Lenin, Pise
- Via Lenin, Quattro Castella, Reggio d'Émilie
- Via Lenin, Rome
- Via Lenin, San Giuliano Terme, Pise
- Via Lenin, San Polo d'Enza, Reggio d'Émilie
- Via Lenin, Santo Stino di Livenza, Venise
- Via Lenin, Spolète
- Via Lenin, Zibido San Giacomo, Milan
- Viale Lenin, Bologne
- Viale Lenin, Castel Volturno
- Viale Lenin, Genzano di Roma
- Viale Lenin, Palma di Montechiaro
- Viale Lenin, Suzzara

### Kazakhstan
- Lenina ulitsa, Almaty ; actuellement Dostyk

### Lituanie
- Lenino Prospektas, Vilnius ; actuellement Gedimino Prospektas

### Mozambique
- Avenida Vladimir Lenine, Maputo

### République tchèque
- Leninova ulice, Prague ; actuellement Evropská třída

### Roumanie
- Strada Lenin, Târgu Mureș ; actuellement strada Revoluţiei

### Royaume-Uni
- Lenin Terrace, Chopwell
- Lenin Terrace, Stanley

### Russie
- Leninskaïa Plochtchad, Moscou ; actuellement Paveletskaïa plochtchad
- Plochtchad Lenina, Arkhangelsk
- Plochtchad Lenina, Novossibirsk
- Plochtchad Lenina, Saint-Pétersbourg
- Leninsky Prospekt, Moscou
- Prospekt Lenina, Mourmansk
- Prospekt Lenina, Volgograd
- Prospekt Lenina, Iekaterinbourg
- Lenina ulitsa, Kazan ; actuellement Kremlinskaïa ulitsa
- Lenina ulitsa, Petchory[1]
- Leninskaïa ulitsa, Samara
- Ulitsa Lenina, Astrakhan
- Ulitsa Lenina, Perm
- Ulitsa Lenina, Novossibirsk
- Prospekt Lenina, Kemerovo

### Slovaquie
- Leninova ulice, Brno ; actuellement Kounicova ulice
- Leninova ulice, Ústí nad Labem ; actuellement Klišská ulice
- Leninova ulice, Plzeň ; actuellement Palackého ulice
- Leninova ulice, Písek ; actuellement E. Beneše ulice
- Leninova ulice, Krnov ; actuellement Nádražní
- Leninovo nábrežie, Poprad ; actuellement Nábrežie Jána Pavla II

### Somalie
- Via Lenin, Mogadiscio

### Tunisie
- Rue Lénine, Tunis

## Parcs et jardins
- Parque Lenin, La Havane, Cuba
- Lenininpuisto, Helsinki, Finlande

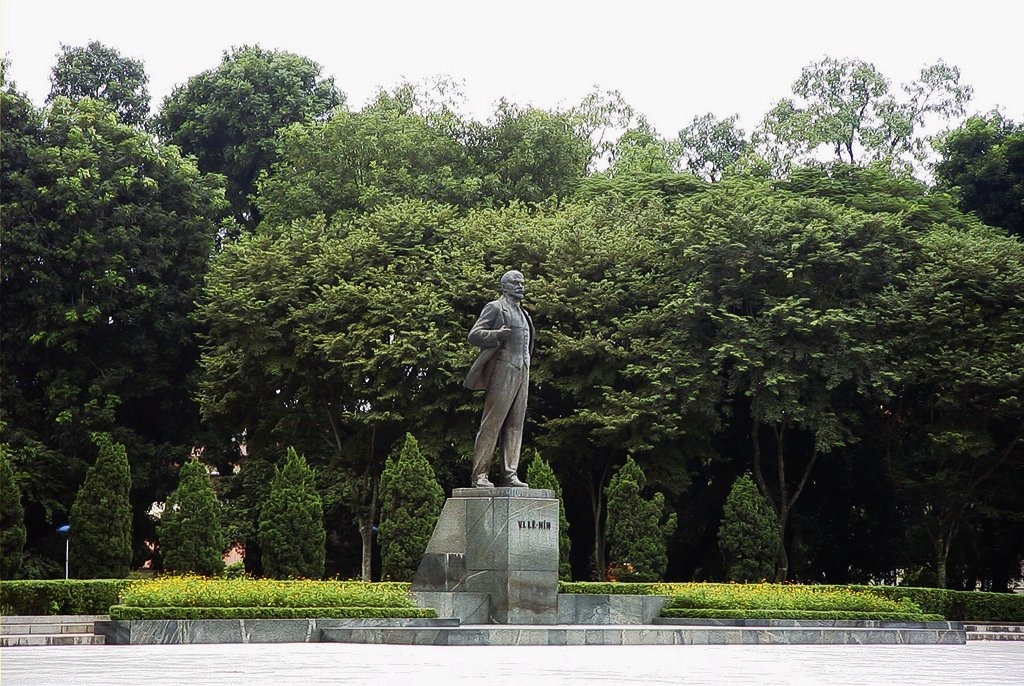
Statue du jardin floral Lénine, Hanoï, Viêt Nam.

- Parc Lénine, Hanoï, Viêt Nam ; actuellement parc de la Réunification
- Jardin floral Lénine, Hanoï, Viêt Nam

## Montagnes et cours d'eau
- Pic Lénine, Kirghizistan et Tadjikistan ; également appelé « pic Abu Ali Ibn Sina » au Tadjikistan.
- Suối Lenin (cours d'eau), Pắc Pó, Cao Bằng, Viêt Nam
- Leninskiye gory (Ленинские горы, colline Lénine), Moscou, Russie ; actuellement colline des moineaux (Воробьевы горы)
- Lenin River, Sarawak, Malaisie

## Entités territoriales
- Oblast de Léningrad, Russie
- Lenini rajoon (et) (1974-1991), Tallinn, Estonie
- Lenin rayonu (-1992), Bakou, Azerbaïdjan ; actuellement Sabunçu
- Raionul Lenin, Bucarest, Roumanie
- Raïon Leninski, Minsk, Biélorussie
- Raïon Leninski, Russie, dans les villes suivantes : Astrakhan, Barnaoul, Grozny, Iaroslavl, Iekaterinbourg, Irkoutsk, Ivanovo, Ijevsk, Kalouga, Kemerovo, Kirov, Komsomolsk-sur-l'Amour, Krasnoïarsk, Magnitogorsk, Makhatchkala, Mourmansk, Nijni Novgorod, Nijni Taguil, Novossibirsk, Omsk, Orenbourg, Orsk, Penza, Perm, Rostov-sur-le-Don, Samara, Saransk, Saratov, Smolensk, Stavropol, Tambov, Tcheboksary, Tcheliabinsk, Tomsk, Tioumen, Oufa, Oulianovsk, Vladimir, Vladivostok, Voronej
- Raïon Leninski, oblast autonome juif
- Raïon Leninski (en), oblast de Moscou
- Raïon Leninski (en), oblast de Toula
- Raïon Leninski (en), oblast de Volgograd
- Raïon Leninski (1962-1992), Daguestan ; actuellement raïon Karaboudakhkentsky (en)
- Raïon Leninski (-1992), Sakha ; actuellement raïon Niourbinsky (en)

## Divers
- Centrale nucléaire V.I. Lénine (Чернобыльская АЭС им. В.И.Ленина), nom officiel de la centrale nucléaire de Tchernobyl, Pripiat, Ukraine
- Cité Lénine, Saint-Vallier, France
- École technique pour l'ingénierie électrique « Lénine » (Техникум по электротехнике "Ленин"), Plovdiv, Bulgarie
- Station de métro Leninova, Prague, République tchèque ; actuellement Dejvická
- Station de tramway Lénine - Corsière (ligne T4), Vénissieux, France
- Lenino (en), base aérienne, Kamtchatka, Russie